# Adoubement
Pour l’article homonyme, voir Adouber (échecs).

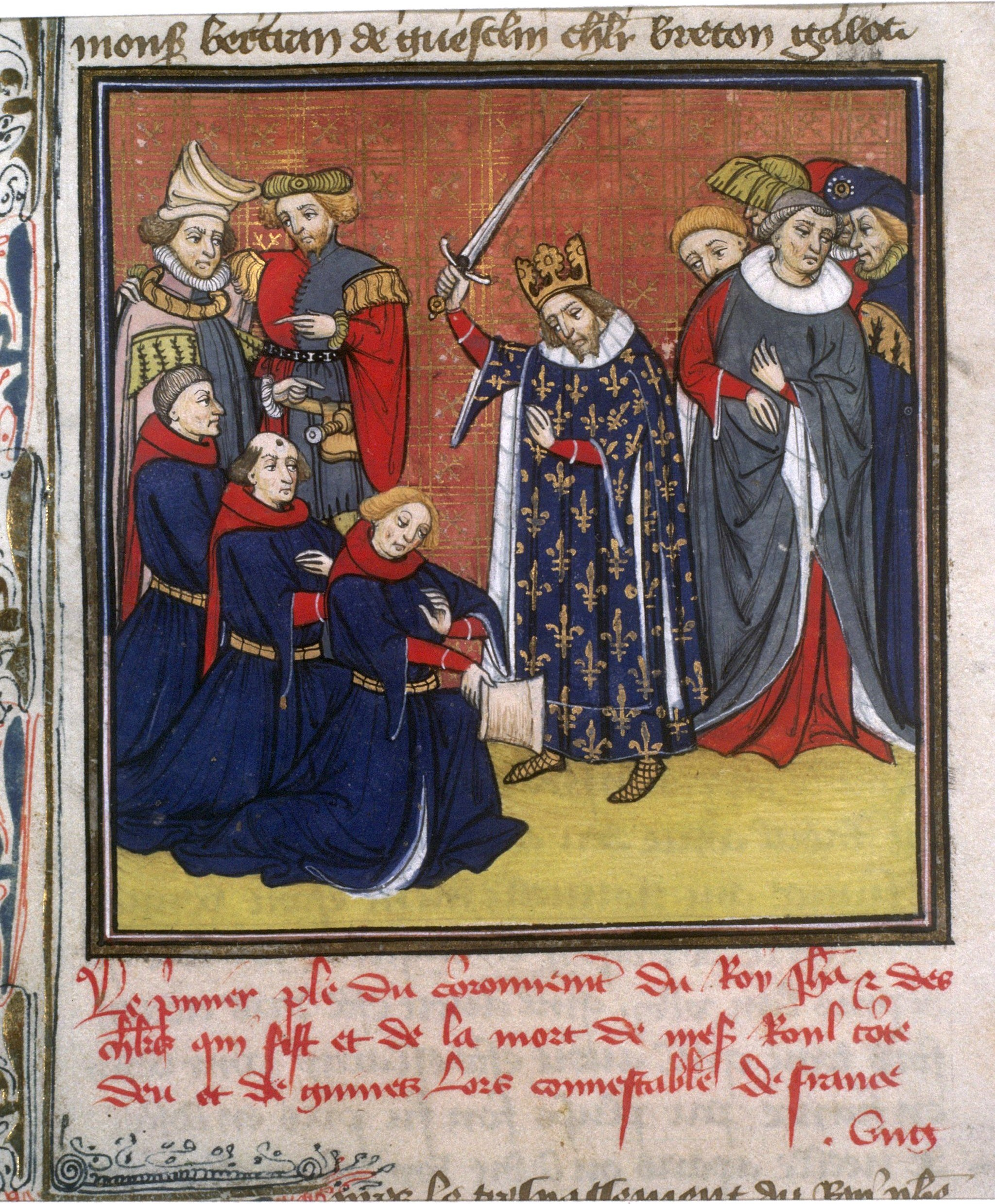
Jean II le Bon adoubant des chevaliers, enluminure des XIVe siècle–XV, BnF.

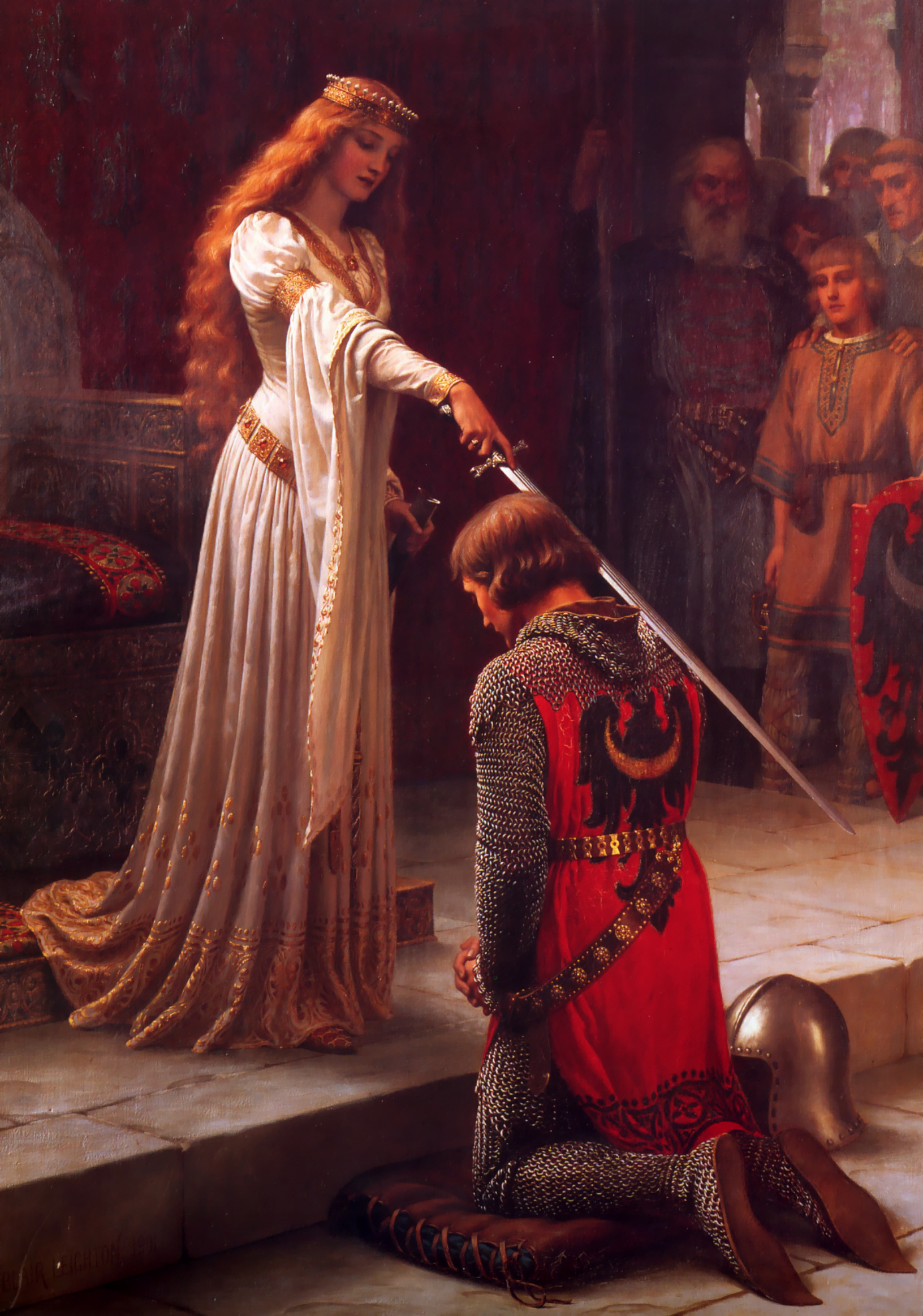
L'Adoubement, tableau de Edmund Leighton (1901).

L’adoubement est la cérémonie par laquelle une personne est élevée au rang de chevalier. Née au Moyen Âge, elle est encore pratiquée par un certain nombre d’ordres de chevalerie ou honorifiques.

## Historique
Au XIe siècle, l’adoubement (de l’ancien français « adouber » – littéralement toucher ou frapper, en référence à la « paumée », gifle ou, à la fin du Moyen Âge, à la « collée », coup de poing à la base du cou, ou enfin à l'« accolade », coup du plat de l'épée que l'adoubé reçoit sur le sommet du crâne, sur la nuque ou sur l'épaule pour tester son endurance ou lui rappeler douloureusement le souvenir du rituel) était d’abord une cérémonie séculière et laïque par laquelle le jeune homme franchissait un rite de passage. Son principal élément est la remise des armes par un supérieur social, souvent celui qui a assuré la formation du nouveau chevalier et qui l’a « nourri » selon les expressions de l’époque.
L’adoubement s’observe à de multiples niveaux au sein du groupe dominant laïc : si la plus ancienne description d’un rituel d’adoubement est celui de Geoffroy Plantagenêt en l’an 1128 comme successeur du roi d’Angleterre, de nombreux guerriers à cheval la pratiquaient aux Xe – XIIIe siècles. Elle concrétise pour eux, en plus de la fin d’une formation, l’obtention du statut de miles, ou chevalier, qui les inscrit dans les rapports féodaux-vassaliques qui structuraient l’aristocratie. Cette cérémonie se modifia en même temps que la chevalerie elle-même, tendant à ne plus être qu’un attribut de l’aristocratie, alors même que l’Église s'efforçait d'encadrer les pratiques aristocratiques dans une éthique appelée « chevaleresque ».
La première évolution de la chevalerie eut comme conséquence une limitation des individus susceptibles de participer à l’adoubement ; à partir du XIIe siècle, l’adoubement est de plus en plus réservé aux fils de chevaliers, pratique qui aboutit à une confusion avec la notion de noblesse : ne peut être adoubé que le noble. Seconde conséquence, la cérémonie devint de plus en plus fastueuse, impliquant la remise d’un grand nombre de pièces d’équipement tels les éperons, la bannière, l’écu et l’épée, tout en maintenant des rituels mettant en scène la soumission à un supérieur tel la colée, apparue au XIe siècle. À partir de la seconde moitié du XIIe siècle, cette évolution exclut toute une part de la petite noblesse. Dès lors, l’adoubement ne couronne plus la fin d’une formation et l’entrée dans un groupe de guerriers, mais constitue un honneur réservé à la strate supérieure de l’aristocratie,. 
La volonté de l’Église d’encadrer les pratiques des milites se traduisit par la construction d’une liturgie de l’adoubement destinée à transformer le rite de passage séculier en cérémonie religieuse. À partir du XIe siècle, on reprendra des formules de bénédiction des armes et bannières destinées aux princes pour un faire un rituel d’adoubement. Des éléments de la cérémonie séculière, tels le bain, sont désormais investis d’un sens chrétien : celui de la purification. Dès la fin du XIIe siècle, le nouveau chevalier effectue une veillée d’armes liée à une méditation religieuse. Pourtant, ces éléments purement religieux ne progressent que lentement dans les pratiques des milites ; ce ne fut qu’au XIVe siècle que les formules religieuses de bénédiction des armes deviennent largement utilisées lors des adoubements.